# 2 sotto il divano
2 sotto il divano (Hopscotch) è un film del 1980 diretto da Ronald Neame.
Il film è tratto dall'omonimo romanzo di Brian Garfield pubblicato in Italia nel 1976 nella collana della Mondadori Segretissimo col titolo di Spionaggio d'autore.

## Trama
Al rientro dalla sua ultima missione in Germania, Miles Kendig, bonario agente della CIA di grande efficienza, subisce il rimprovero del suo capo Myerson per essersi lasciato scappare Yaskov, il capo del KGB. Il rimprovero è immeritato: Kendig obietta che se avesse eliminato Yaskov, ormai familiare e conosciuto nel suo modus operandi, i russi l'avrebbero sostituito con qualcun altro costringendoli a ricominciare da capo. Myerson è insensibile alle giustificazioni, ed esasperato per quella che lui giudica una informalità intollerabile di Kendig, lo declassa a lavorare all'archivio. Kendig decide allora di vendicarsi: distrugge il suo dossier e si reca a Salisburgo dalla sua vecchia fiamma Isabel Von Schonenberg, anch'essa ex agente della CIA e ora vedova facoltosa.
Da lì, dopo aver respinto l'offerta di Yaskov di passare dall'altra parte del muro, Kendig inizia a scrivere le sue memorie, infarcite di episodi imbarazzanti che getteranno nel ridicolo la CIA e Myerson, e le spedisce ai servizi segreti di diverse città, tra cui Londra, Pechino, Roma e Mosca. Myerson scatena la caccia all'uomo, e anche i servizi segreti russi si dedicano alla sua ricerca, mentre Kendig si lascia inseguire per l'Europa e gli Stati Uniti in barba alle nuove leve della CIA, arrivando addirittura a prendere in affitto la casa delle vacanze di Myerson e facendogliela distruggere dall'FBI. Terminate le sue memorie, che spedisce un capitolo alla volta, e affidato il manoscritto ad un editore, inscena la propria morte a bordo di un aeroplano e si gode il successo milionario del suo bestseller.

## Titolo
Il titolo originale del film, Hopscotch, significa "salto a campana". Il titolo italiano non ha alcuna attinenza né con quello originale né con la sceneggiatura: si riferisce ad una locanda in cui, nel doppiaggio italiano, i due protagonisti sarebbero finiti "sotto il divano" in seguito ad una colossale bevuta. Tale riferimento è totalmente assente nei dialoghi originali.

## Colonna sonora
La colonna sonora include numerosi pezzi di Wolfgang Amadeus Mozart come l'aria Non più andrai dall'opera Le nozze di Figaro cantata da Hermann Prey, l'andante da Eine kleine Nachtmusik, il primo movimento dalla Sonata per pianoforte n. 11 K331, la Serenata per Orchestra n. 9 in Re maggiore K320 e il Rondo in Re maggiore K382. Oltre a Mozart sono presenti il Largo al factotum dall'opera Il barbiere di Siviglia di Gioachino Rossini e l'aria Un bel dì vedremo dalla Madama Butterfly di Giacomo Puccini.